# Вторая оккупация Кубы
Вторая оккупация Кубы (англ. Second Occupation of Cuba) или официально Временное правительство Кубы — оккупация Кубы вооруженными силами Соединенных Штатов Америки, продолжавшаяся с сентября 1906 года по февраль 1909 года.
Когда правительство кубинского президента Томаса Эстрады Пальмы пало, президент США Теодор Рузвельт приказал вооруженным силам США вторгнуться на Кубу. Официально их задача заключалась в предотвращении боевых действий между кубинцами, защите там экономических интересов США и проведении свободных выборов с целью создания нового законного правительства. После избрания Хосе Мигеля Гомеса в ноябре 1908 года официальные лица США сочли ситуацию на Кубе достаточно стабильной, чтобы США вывели свои войска, и этот процесс завершился в феврале 1909 года
Предыдущая оккупация состоялась в 1898—1902 годах, со времени заключения мира между США и Испанией в конце испано-американской войны до создания Республики Куба. Третью оккупацию называют «Сахарной интервенцией» (1917–1922).

## Предыстория
Роль США в делах Кубы, их обязанности и прерогативы вытекают из Кубино-американского договора об отношениях 1903 года, который Куба и США подписали 22 мая 1903 года и ратифицировали в 1904 году. В статье III говорилось:

Правительство Кубы соглашается на то, что Соединённые Штаты могут использовать своё право вмешательства для защиты независимости Кубы, сохранения правительства, адекватного для защиты жизни, здоровья и свободы личности, и для исполнения обязательств Соединённых Штатов в отношении Кубы, предусмотренных Парижским договором, признанного правительством Кубы.
Конфликт между политическими партиями Кубы начался во время президентских выборов в сентябре 1905 года, когда Эстрада Пальма и его партия сфальсифицировали выборы, чтобы обеспечить победу над либеральным кандидатом Хосе Мигелем Гомесом. Либералы организовали восстание в августе 1906 года. Обе стороны стремились к военному вмешательству США: правительство ожидало поддержки в подавлении восстания, а его противники надеялись на проведение новых выборов под надзором. Когда Эстрада Пальма попросил прислать армию США, президент США Рузвельт поначалу отказался. Он послал военного министра Уильяма Г. Тафта и помощника госсекретаря Роберта Бэкона провести переговоры в поисках урегулирования разногласий между сторонами путем переговоров. После прибытия 19 сентября Тафт и Бэкон встретились с лидерами обеих партий. Когда Эстрада Пальма понял, что Рузвельт не готов поддержать его позицию, он подал в отставку 28 сентября 1906 года.

## Оккупация
На следующий день после его отставки министр Тафт сослался на условия договора 1903 года, создал Временное правительство Кубы и назвал себя временным губернатором Кубы. Можно сказать, что де-юре характер и объем полномочий американского временного правительства были изложены в обращении тогдашнего военного министра и первого временного губернатора Кубы Уильямом Х. Тафта, с которым он выступил сразу после создания временного правительства США 29 сентября 1906 года,
23 октября 1906 года президент США Рузвельт издал указ № 518, ратифицируя действия Тафта. Официальные лица США приказали ВМС США высадить на острове бригаду морской пехоты. Под командованием полковника Литтлтона Уоллера она должна была защищать американских граждан и патрулировать остров до прибытия регулярной армии. Повстанцы не оказали сопротивления и считали американскую интервенцию признаком успеха. Генерал армии США Фредерик Фанстон контролировал капитуляцию повстанцев еще до прибытия армии. Однако вскоре Фанстон ушел в отставку и был заменён генералом Джеймсом Франклином Беллом .
6 октября с транспорта «Самнер» (Sumner) высадились первые военнослужащие армии США. Первоначально эти войска назывались «Армией вторжения на Кубу» (Army of Cuban Intervention), но 15 октября Тафт переименовал их в «Армию принуждения Кубы к миру» (Army of Cuban Pacification). Конгресс США и Рузвельт разрешили отправить на Кубу 18 тысяч солдат для участия в экспедиции, но их число на Кубе никогда не превышало 425 офицеров и 6196 рядовых. Около половины войск были из состава 11-го кавалерийского полка под командованием полковника Эрла Томаса, другая половина — из состава 2-го полка 1-й экспедиционной бригады. По словам одного историка, «Армия принуждения Кубы к миру послужила сильным моральным присутствием на острове, чтобы способствовать стабильности и повиновению временному правительству». Многие офицеры были ветеранами филиппино-американской войны и соблюдали строгую дисциплину, чтобы предотвратить серьезные проступки. Поскольку повстанцы уже сложили оружие, американцы сосредоточили свои усилия на строительстве дорог и аванпостов. Во время оккупации было построено в общей сложности 92 километра новых дорог, и армия заняла около тридцати различных аванпостов как в сельских, так и в городских районах, включая залив Гуантанамо. Штаб-квартира находилась в лагере Колумбия к западу от Гаваны. Военная администрация беспокоилась, что войска заразятся брюшным тифом, малярией и гонореей, при этом за время оккупации десять процентов солдат заразились венерическими заболеваниями.
Большая часть войск была размещена в провинции Санта-Клара, недалеко от населенных пунктов и была стратегически развернута вдоль железных и автомобильных дорог и других маршрутов перевозки сахарного тростника, основного американского бизнеса на Кубе. В ожидании будущих политических волнений и восстаний американцы организовали Отдел военной разведки (MID) для сбора информации о кубинском военном потенциале и ресурсах, доступных оппонентам правительства. Отдел военной разведки подготовил список фамилий всех участников восстания 1906 года и напечатал точные топографические карты Кубы. Он также сделал подробные фотографии всех стратегических железнодорожных мостов и водных путей. Другие подразделения реорганизовали и обучили кубинскую сельскую гвардию (исп. Guardia Rural Cubana), уделяя особое внимание повышению дисциплины и морального духа и прекращению продвижения по службе на основе политики. Эти усилия не принесли больших результатов, потому что кубинское правительство решило сделать упор на реорганизованную и постоянную кубинскую армию вместо сельской гвардии. Создание более сильных и постоянных вооруженных сил было спорным, потому что это могло служить политическим интересам партии власти, но его сторонники утверждали, что только постоянные боевые силы могут обеспечить долгосрочную стабильность.
13 октября 1906 года Чарльз Эдвард Магун вступил в должность временного губернатора Кубы.

## Конец оккупации
Через полтора года (25 мая 1908 года) состоялись региональные выборы. В них приняли участие 60% граждан, имеющих право голоса. Президентские выборы 14 ноября прошли без проблем, явка избирателей составила 70% выборы. И те, и те — под контролем армии США. Выборы прошли без инцидентов, и был избран Хосе Мигель Гомес. Он вступил в должность 28 января 1909 года. Войска США были выведены в течение последующих недель, а последние американские войска покинули это островное государство 6 февраля 1909 года.
Оценивая эту операцию, президент США Рузвельт высоко оценил ее эффективность («самая быстрая мобилизация и отправка войск морем, когда-либо проведенная нашим правительством») и заявил, что она подтвердила оказываемую им поддержку организации вооружённых сил США под командованием Генерального штаба в армии и Генерального совета в ВМС.